# 港尾萬魂祠
24°11′59″N 120°39′25″E / 24.199659°N 120.657038°E
港尾萬魂祠，是位於臺灣臺中市西屯區港尾里廣昌公園旁的有應公廟，祭祀原葬於水湳機場的先人。

## 建立由來
1939年，日本政府為擴大水湳機場，拆除北屯的陳平、水湳，與西屯區上牛埔子，上、下石碑等地段的墓地。為預收納上列墓地中之無主墳墓骨骸安息場所，乃擇港尾萬魂祠處豎一座墓碑，命名為「萬魂同安之墓」。

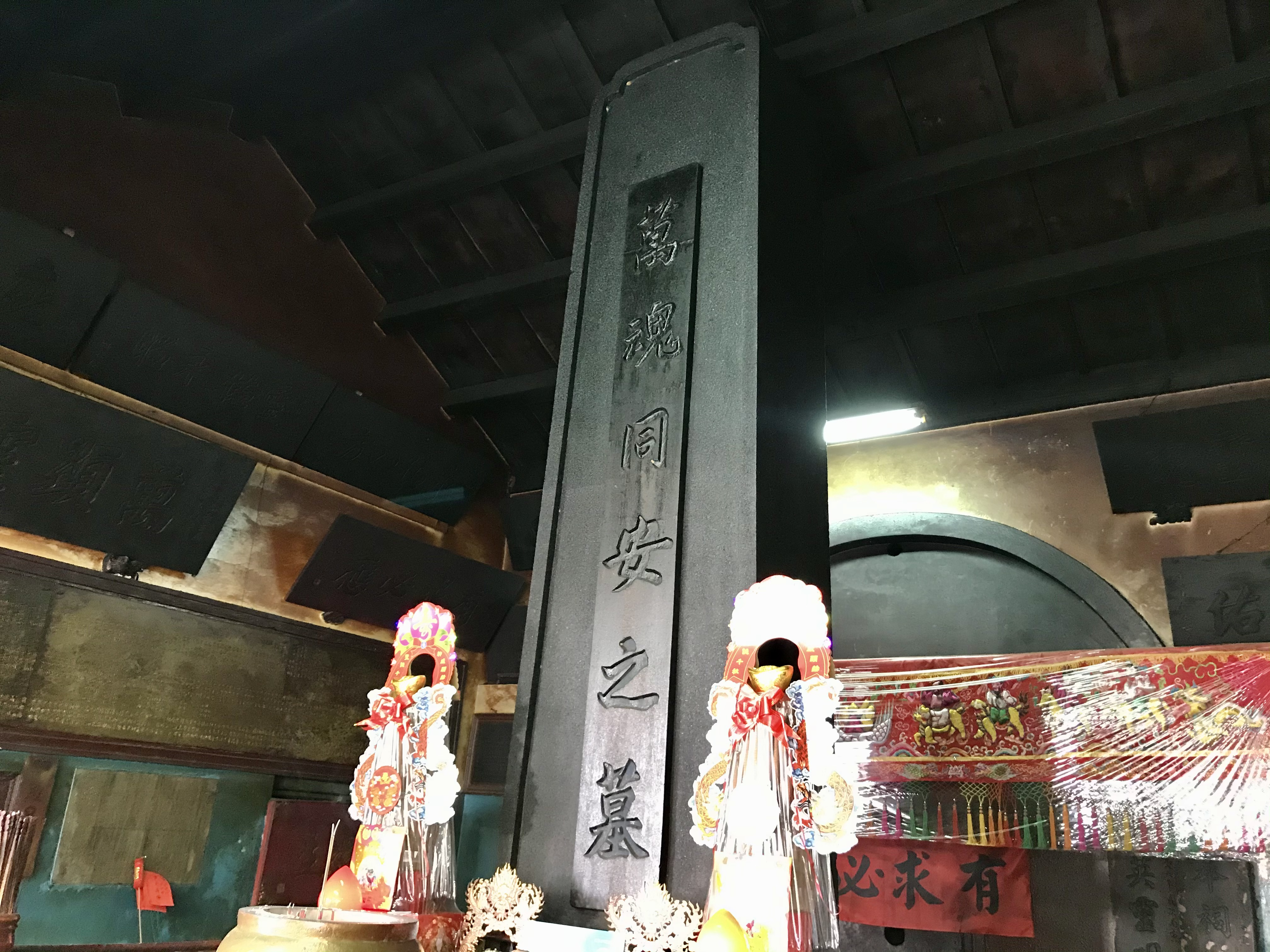
萬魂同安之墓

1967年，鄉親、里民發起募捐經費重新整修休息，建設祠堂、涼亭及康樂中心各一座。

## 活動場所
據泰安國小校長劉清政在1984年調查，當時萬魂祠是港尾里的老人活動中心、康樂中心，每年的布袋戲、歌仔戲各曾達五十場以上，另有康樂晚會、歌唱比賽等。但因屬於陰廟，里民不太願意帶小孩到廣昌公園玩。一次，還因為一位假釋犯無處可居，落腳於萬魂祠，而上了社會新聞。
港尾里楊忠義里長表示長期以來港尾里轄內缺乏里民活動中心，無論是選舉投開票、里鄰長會議、老人休憩、地方會議或社區交流等活動，必須借用萬魂祠或民宅。胡志強2010年6月會勘廣昌公園時，曾允諾拆掉萬魂祠活動中心的鐵皮屋頂，改建成里民活動中心，但因土地問題，無法進行，引起楊忠義不滿。之後，盧秀燕競選市長時以興建港尾里活動中心為政見之一，上任後於2021年9月16日開工。

## 徵收問題
市政府自1996年規劃將萬魂祠納入臺中果菜市場用地後，引起鄉親、里民反對。盧秀燕任市長後，萬魂祠管委會廖惠琥透過市議員黃馨慧等地方相關民意代表協助，經民政局吳世瑋局長、農業局蔡精強局長與市府各級長官、臺中果菜市場董事長莊乃慧、總經理余家彥、西屯區公所區長陳寶雲配合，確定萬魂祠土地使用地目變更為宗教專用區以符法規，因而免於徵收。